# Grdica
Grdica (szerbül: Грдица), település Szerbiában, a Raškai körzet Kraljevoi községében.

## Népesség
- 1948-ban 359 lakosa volt.
- 1953-ban 360 lakosa volt.
- 1961-ben 637 lakosa volt.
- 1971-ben 1 137 lakosa volt.
- 1981-ben 726 lakosa volt.
- 1991-ben 683 lakosa volt.
- 2002-ben 730 lakosa volt, akik közül 693 szerb (94,93%), 26 montenegrói, 2 horvát, 2 macedón, 1 jugoszláv, 1 orosz és 5 ismeretlen.